# David Lloyd
David Lloyd, född 1950 i Enfield Town i London, är en brittisk serietecknare.  Han började teckna serier i slutet av 1970-talet för Halls of Horror, TV Comic och flera olika titlar av Marvel UK. Lloyd är mest känd för att ha tecknat V for Vendetta (först publicerad 1982) efter manus av Alan Moore.